# ʎ
Cette page contient des caractères spéciaux ou non latins. S’ils s’affichent mal (▯, ?, etc.), consultez la page d’aide Unicode.
Ne doit pas être confondu avec le symbole mathématique majuscule Y culbuté sans empattement ‹ ⅄ ›.
ʎ (uniquement en minuscule), appelé y culbuté, est une lettre additionnelle de l’alphabet latin qui est utilisée dans l'alphabet phonétique international.

## Utilisation
John Wesley Powell publie en 1880 les bases d’un alphabet pour la transcription des langues amérindiennes dans les publications de la Smithsonian Institution. Il propose plusieurs lettres culbutées, dont le y culbuté, comme lettre additionnelles si des caractères supplémentaires sont nécessaires.
Dans l’alphabet phonétique international, y culbuté ‹ ʎ › est un symbole utilisé pour représenter une consonne spirante latérale palatale voisée. Le symbole est adopté dès 1888, initialement avec une forme provisoire de y culbuté, mais cette forme n’a jamais été remplacée.
Edmund Crosby Quiggin utilise la majuscule Y culbuté pour noter la voyelle haute postérieure non arrondie [ɯ] dans une description du dialecte irlandais de Donegal publiée en 1906. D’autres auteurs utilisant une transcription basée sur celle de Quiggin pour le gaélique irlandais et le gaélique écossais, utilisent plutôt la minuscule y culbuté, dont notamment Marie-Louise Sjoestedt-Jonval dans une description du dialecte gaélique irlandais, Carl Hj. Borgstrøm dans une description des dialectes gaéliques écossais des Hébrides extérieures, ou Kenneth Hurlstone Jackson dans une description phonologique du mannois.

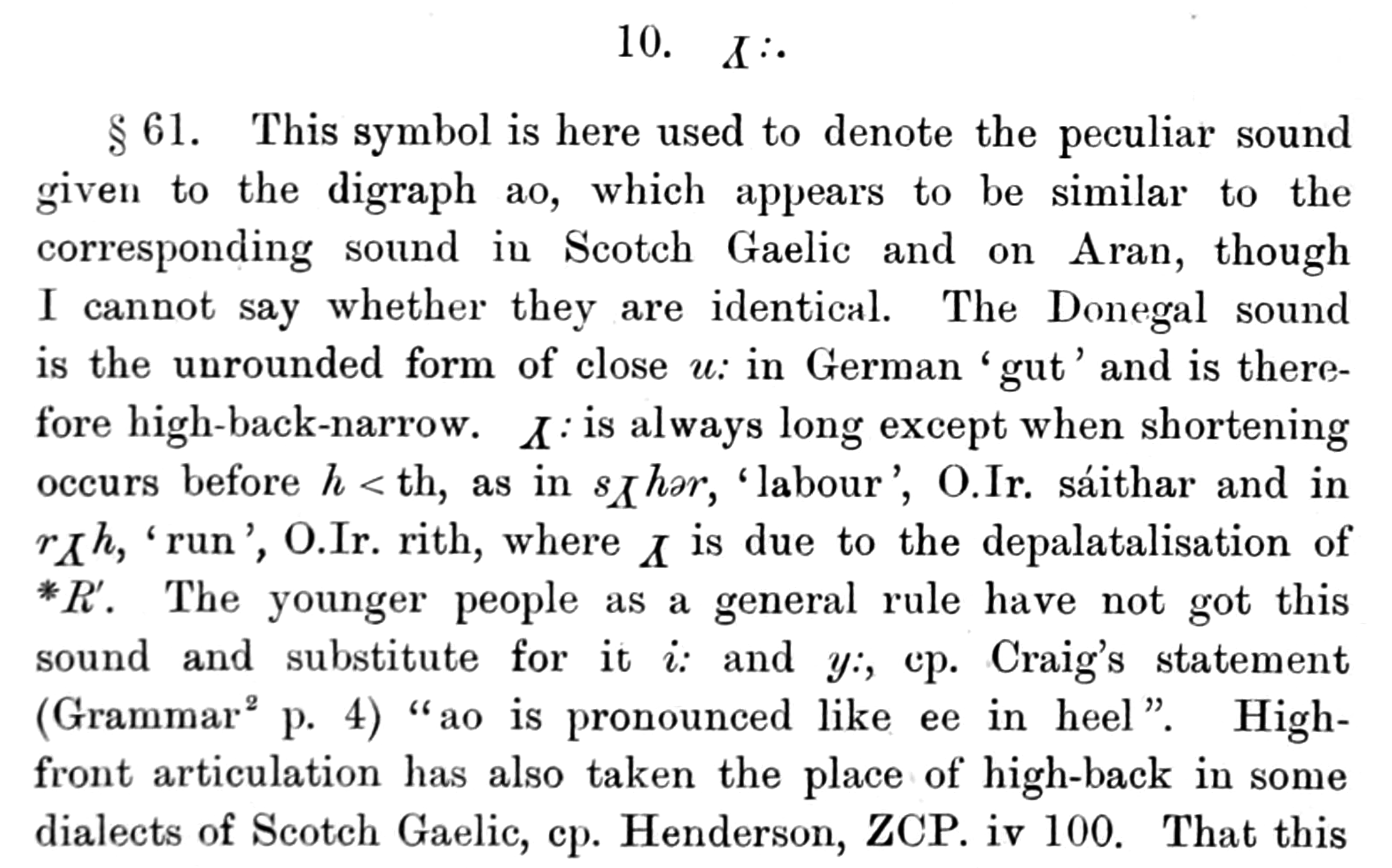
Description de la majuscule Y culbuté dans A dialect of Donegal, 1906.

L’y culbuté a été utilisé par Semion Novgorodov pour son alphabet iakoute, basé sur l’alphabet phonétique international, utilisé de 1917 à 1927.

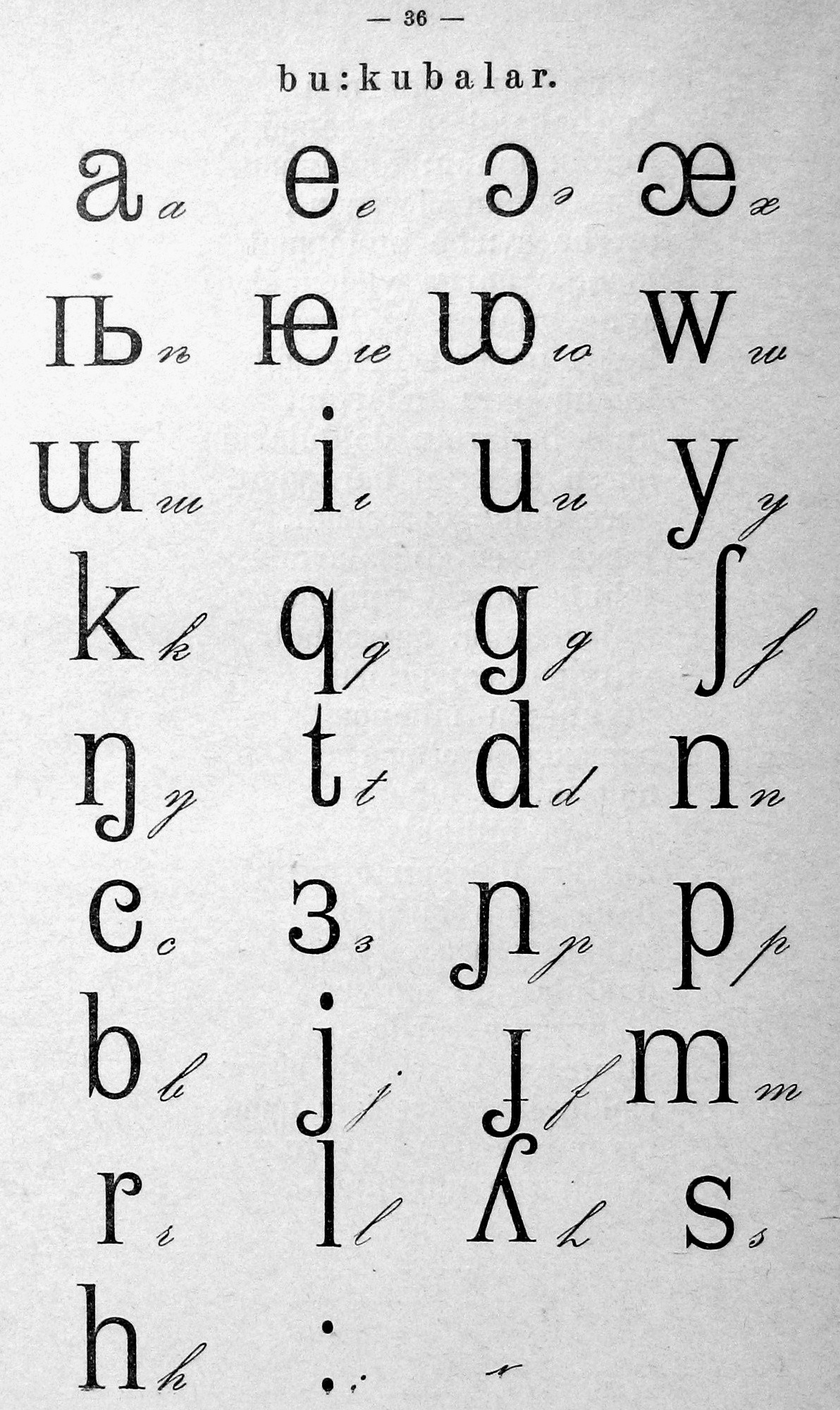
Alphabet iakoute en 1929.

## Représentations informatiques
Le y culbuté peut être représenté avec les caractères Unicode (Alphabet phonétique international) suivants :
| formes    | représentations | chaînes de caractères | points de code | descriptions                      | note     |
| --------- | --------------- | --------------------- | -------------- | --------------------------------- | -------- |
| majuscule |                 |                       |                |                                   | non codé |
| minuscule | ʎ               | ʎ                     | U+028E         | lettre minuscule latine y culbuté |          |